# Tomasz Ciepły
Tomasz Ciepły (7 aprile 1980) è uno schermidore polacco, vincitore di una medaglia d'argento ai campionati mondiali di scherma.

## Palmarès
In carriera ha conseguito i seguenti risultati:
- Mondiali di scherma

Nimes 2001: argento nel fioretto a squadre.
- Europei di scherma

Coblenza 2001: bronzo nel fioretto a squadre.
Copenaghen 2004: argento nel fioretto a squadre.
Kiev 2008: argento nel fioretto a squadre.